# Mayu Wakisaka
Mayu Wakisaka（マユ・ワキサカ（本名：脇阪 真由）、1980年10月7日生まれ）は日本のシンガーソングライター。大阪府出身。京都大学法学部卒業。大阪市立大学法科大学院中退。

## 略歴
大学在学中よりORC200第4回ヴォーカルクイーンコンテスト優勝（2000年）、神戸オリジナルミュージックコンテスト優勝等活発に音楽活動を始める。大学院中退後、音楽の勉強のためにLAミュージック・アカデミーへ留学（現LA College of Music）。
2010年、LA Music Academy在学中にセルフプロデュースアルバム「Stars Won’t Fall」をリリース。アルバム内の「24 hours」がソニーのウォークマンのプレロードソング（デフォルト曲）に起用される。
2011年にはLA在住のプロデューサー、John Avilaとロサンゼルスにて「Into the Wild」をレコーディング。独特の歌詞感と、フォーキーな歌唱の作品は海外で高く評価され、この作品中の「Once」がInternational Acoustic Music Award オープン部門の一位、Great American Songwriting Contestに入賞、「What I See in Love」が、Australian Songwriting Contest、UK Songwriting Contest決勝などに残る。「What I See in Love」は2014年シンガポールのテレビドラマIn the Name of Loveのサブテーマソングにも起用された。
2014年にはアメリカテキサス州の音楽イベントSXSWや、イギリスThe Great Escape、シンガポール、韓国等でも公演、CDリリースを果たす。
2015年には作家としても活動を開始、韓国の女性ボーカルユニットMiss AのアルバムColors内のLove Song作曲を手がけたのを皮切りに、国内外の多数のアーティストに詞や曲を提供している。

## ディスコグラフィ
- Stars Won’t Fall（2010年）
  - 24 hours（Sony Walkmanプレロード曲）
  - Boy's waltz
  - Room full of love（シェルターTVCM）
  - Everything but the bride
  - Stars won’t fall
  - On the other side
- Into the Wild（2011年）
  - Between You and Me
  - Hiding in the blanket
  - What I see in Love（シンガポールTVドラマ「In the Name of Love」サブテーマ曲）
  - Fall（Sony Walkmanプレロード曲）
  - Losing game
  - Once（International Acoustic Music Award オープンジャンル部門一位、Great American Song contest 入賞）
  - Into the Wild
- RE:CHARGE（2013年）
- Halfway to You（2014年）
- Share Fruits（チキータバナナCM曲）

## 他アーティストへの詞曲提供
個別に出典がついていない詞曲は、公式ウェブサイト等のディスコグラフィーに基づいている。
2015年
- Miss A - Love Song（作曲）
- Phillip Phillips - Gone Gone Gone（どぶろっくによるカヴァーの日本語訳詞）
- The PBJ - Time and Space feat Mayu Wakisaka（作詞・作曲）
- TWICE - Like a fool（作曲）
- 王心凌 - 敢要敢不要（作曲）

2016年
- STAMP - มนุษย์ลืม (ManutLuem)（作曲）
- Iris
  - I Love Me（作詞・作曲）
  - Tell Me（作詞・作曲）
- 塩ノ谷早耶香 - Smiley Days（作曲）
- J☆Dee'Z - Secret Summer（作曲）[5]
- 郭曉曉
  - 穿搭學（作曲）
  - 你和我（作曲）
- Uru - Workaholic（作曲）[6]
- Apink - Drummer Boy（作曲）
- Rez Infinite Original Soundtrack
  - Butterfly Effect（作詞・作曲）
  - Singularity X（作詞・作曲）
  - Starlight Infinite（作詞・作曲）

2017年
- TWICE - KNOCK KNOCK（作詞・作曲）
- Fox.i.e - Snow (feat. Venior)（作詞・作曲）
- 郭曉曉
  - 你什麼都不知道（作曲）
  - 如果我要結婚（作曲）
  - 不能不愛你（作曲）
  - 不開心要說（作曲）
  - 乘風（作曲）
  - 行動咖啡車（作曲）
- w-inds. - Come Back to Bed（作詞）
- OH MY GIRL - Real World（作詞・作曲）
- STAMP - Everything Is You (feat. Mayu Wakisaka)（作曲）
- DJ YAMATO - Shining feat. Anna & Akina (from FAKY)（作詞・作曲）
- Iris
  - One More Step（作詞）
  - Rainbow（作詞）
- RIRI
  - Be Alright（作詞）
  - Nothing to Do（作詞）
- 機動戦士ガンダム Twilight AXIS
  - Confession（作詞）
  - Let Go（作詞）
- TWICE - KNOCK KNOCK -Japanese ver.-（作詞・作曲）
- JJ Project - Tomorrow, Today（作曲）
- 少女時代 - Love is Bitter（作曲）
- JY
  - GOLDMINE（作詞・作曲）
  - MY ID（作詞）
- ID & MASA - 想愛就愛 (Yes or No)（作曲）
- GOT7 - Face（作詞・作曲）
- Iris - ラララ♥ミ（作曲）
- 西野カナ - Happy Time（作詞・作曲）
- MISIA - 君のそばにいるよ（作曲）

2018年
- OH MY GIRL
  - Secret Garden（作曲）
  - Illusion（作曲）
- TWICE
  - Candy Pop（作詞・作曲）
  - Shot thru the heart（作曲）
  - Say It Again（作曲）
- MAMAMOO - Bomta（作曲）
- 創造101 - 創造101 (Produce 101)（作詞・作曲）
- Apink - Promise Me（作曲）
- ザンキゼロ - NEW GAME+～まだ見ぬ君へ～（英語詞）
- LOOΠΔ - Hi High（作曲）[7]
- Hey! Say! JUMP - One & One Makes Two（作曲）
- 倖田來未 - ScREaM（作曲）
- ゴスペラーズ - Sweetest Angel（作詞・作曲）
- fromis_9 - Love Bomb（作曲）
- DreamNote - Like You（作曲）
- 東城陽奏 - Trust Me（作詞）
- GOT7 - Take Me To You（作曲）

2019年
- コラブロ - 世界はあなたに笑いかけている（英語詞）
- ハン・スンヨン - What Is Your Name（作曲）
- TOMORROW X TOGETHER - Crown（作詞・作曲）[8]
- JBJ95 - Milky Way（作曲）[9]
- Leola - SUNNY DAY（作曲）

2020年
- King & Prince - Break Away（作曲）
- GFRIEND
  - Three of Cups（作詞・作曲）
  - Wheel of the year（作詞・作曲）
- Little Glee Monster - Symphony（作詞・作曲）

2021年
- ゴスペラーズ - Loving Out Loud（作詞・作曲・編曲）
- Bling Bling - Oh MAMA（作曲）[10]

2022年
- SixTONES
  - Fast Lane（共作曲）
  - Odds（作詞）
  - LOUDER（共作曲）
  - Cassette Tape（作詞）
  - セピア（共作詞)
  - Sing Along（作詞)
- ITZY - Voltage（作詞）
- IIIX - Bang Bang（作詞）[11]

2023年
- SixTONES - Boom-Pow-Wow!（作詞）
- IIIX - Top of the Tops（作詞）[12]
- IIIX - So What?（作詞）[13]
- Girls²
  - Countdown feat. APOKI（作詞）
  - Rise & Shine（作詞・共作曲・共編曲）

2024年
- スティーブン・スエン（中国語: 孫漢霖） - Over You（共作曲）
- ONF - APHRODITE（共作曲）
- Girls² - Magic（作詞・共作曲）
- Girls²×iScream - Be Real（作詞）

- ME:I - Hi-Five（作詞）[14]

2025年
- @onefive - らいあーらいあー（作詞・共作曲）[15]
- @onefive - アルプス・バイブス（作詞・共作曲）